# Cartaya
Cartaya è una città spagnola e un comune nella provincia di Huelva (comunità autonoma di Andalusia). Nel 2010 aveva 18 415 abitanti. La sua superficie è di 226,4 km² ed ha una densità di 81,34 abitanti per km².
Cartaya è stata fondata come una città dal marchese di Gibraleón, D. Pedro de Zuniga, l'estuario del fiume Piedras, anche se il suo nome deriva dalla parola fenicia "Carteia", che significa città quindi presumibilmente il suo insediamento, anche se non continuo, è più vecchio. Diverse tracce trovate sul suo territorio è stata datata dal tempo dell'impero romano, perché era un importante snodo di comunicazione tra Est e Ovest. È inoltre documentato l'esistenza di nuclei de popolazione vicini in alqueria nel Alto Medioevo, a dimostrazione che fin dai tempi antichi vivevano in questa zona.

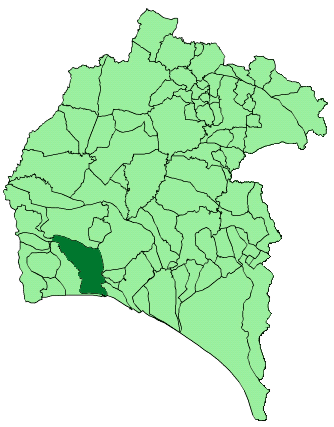
Mappa del comune nella provincia